# Clarksville City
Clarksville City is een plaats (city) in de Amerikaanse staat Texas, en valt bestuurlijk gezien onder Gregg County en Upshur County.

## Demografie
Bij de volkstelling in 2000 werd het aantal inwoners vastgesteld op 806. In 2006 is het aantal inwoners door het United States Census Bureau geschat op 847, een stijging van 41 (5,1%).

## Geografie
Volgens het United States Census Bureau beslaat de plaats een oppervlakte van 16,7 km², waarvan 16,3 km² land en 0,4 km² water.

## Plaatsen in de nabije omgeving
De onderstaande figuur toont nabijgelegen plaatsen in een straal van 12 km rond Clarksville City.